# Kunsthaus Kannen

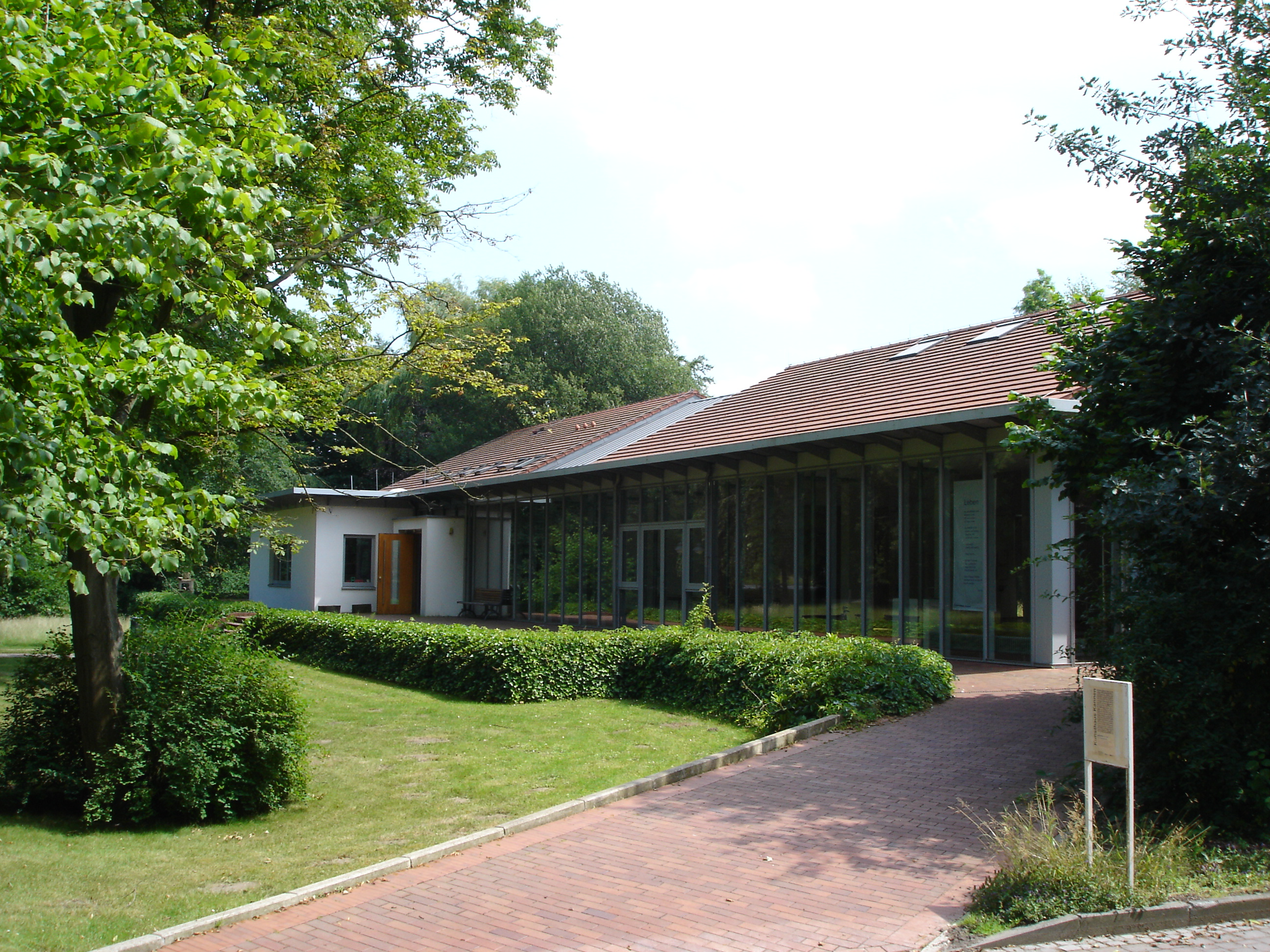
Das Kunsthaus Kannen bei Münster-Amelsbüren

Das Kunsthaus Kannen ist ein Kunstmuseum für Art brut beziehungsweise Outsider Art und zeitgenössische Kunst in Münster in Westfalen.

## Geschichte
Der ehemalige Gutshof Kannen ist seit 1887 im Besitz der Alexianer Brüdergemeinschaft, die das Gebäude als soziale Einrichtung nutzte und etablierte. Unter ihrer Leitung entstand auf dem weitläufigen Gelände eine Fachklinik für Psychiatrie. Seit den 1980er Jahren gehört Kunst-, Ergo- und Musiktherapie zum kontinuierlichen Angebot. Künstlerisch besonders begabte Langzeitpatienten erhalten eine besondere Förderung und ihre Werke werden gesammelt.
1990 wurde zur Archivierung und Dokumentation der Bilder und Objekte das Kunsthaus Kannen in einer Gründerzeit-Villa auf dem Klinikgelände eingerichtet. Ab 1994 finden dort regelmäßig sowohl thematische als auch Einzelausstellungen statt. 1995 wurden 15 feste Atelierplätze eingerichtet. Im Oktober 2000 bezog die Ateliergemeinschaft das heutige Kunsthaus Kannen.

## Gegenwart
Der 600 m2 große Neubau wurde 2000 nach Entwürfen des Architekten Tobias Brösskamp errichtet. Er enthält einen Ausstellungssaal, die Ateliers sowie eine kleine Präsenzbibliothek und dient als integrative Begegnungsstätte für behinderte und nicht behinderte Künstler. Jährlich werden circa vier Ausstellungen und zwei Kunstprojekte präsentiert. Zu den wichtigsten Künstlern des Kunsthauses zählt unter anderem Robert Burda, Preisträger des EUWARD 2004.
Das Kunsthaus Kannen beherbergt nach der Sammlung Prinzhorn in Heidelberg eine der umfangreichsten deutschen Sammlungen von Outsider-Kunst im psychiatrischen Kontext. Die seit der Gründung ständig erweiterte Sammlung umfasst mittlerweile circa 5000 Bilder und Objekte von lebenden und bereits verstorbenen Künstlern/Patienten.

## Lage
Das Kunsthaus Kannen befindet sich südwestlich des Stadtgebiets von Münster bei Amelsbüren in ländlicher Umgebung auf dem Gelände der Alexianer.

## Aktivitäten
Die Aktivitäten des Kunsthauses beschränken sich nicht auf den Klinikbereich des Alexianer Krankenhauses, sondern beinhalten auch die internationale Zusammenarbeit mit Universitäten, Kliniken und Museen. Dies ermöglicht den Künstlern die Präsentation ihrer Arbeit über die Grenzen Münsters hinaus. Neben dem Ausstellungs- und Atelierbetrieb finden im Kunsthaus Kannen Projektarbeiten, Workshops, Tagungen und Vorträge zum Thema Kunst und Psychiatrie zur Outsider Art und zur zeitgenössischen bildenden Kunst statt.

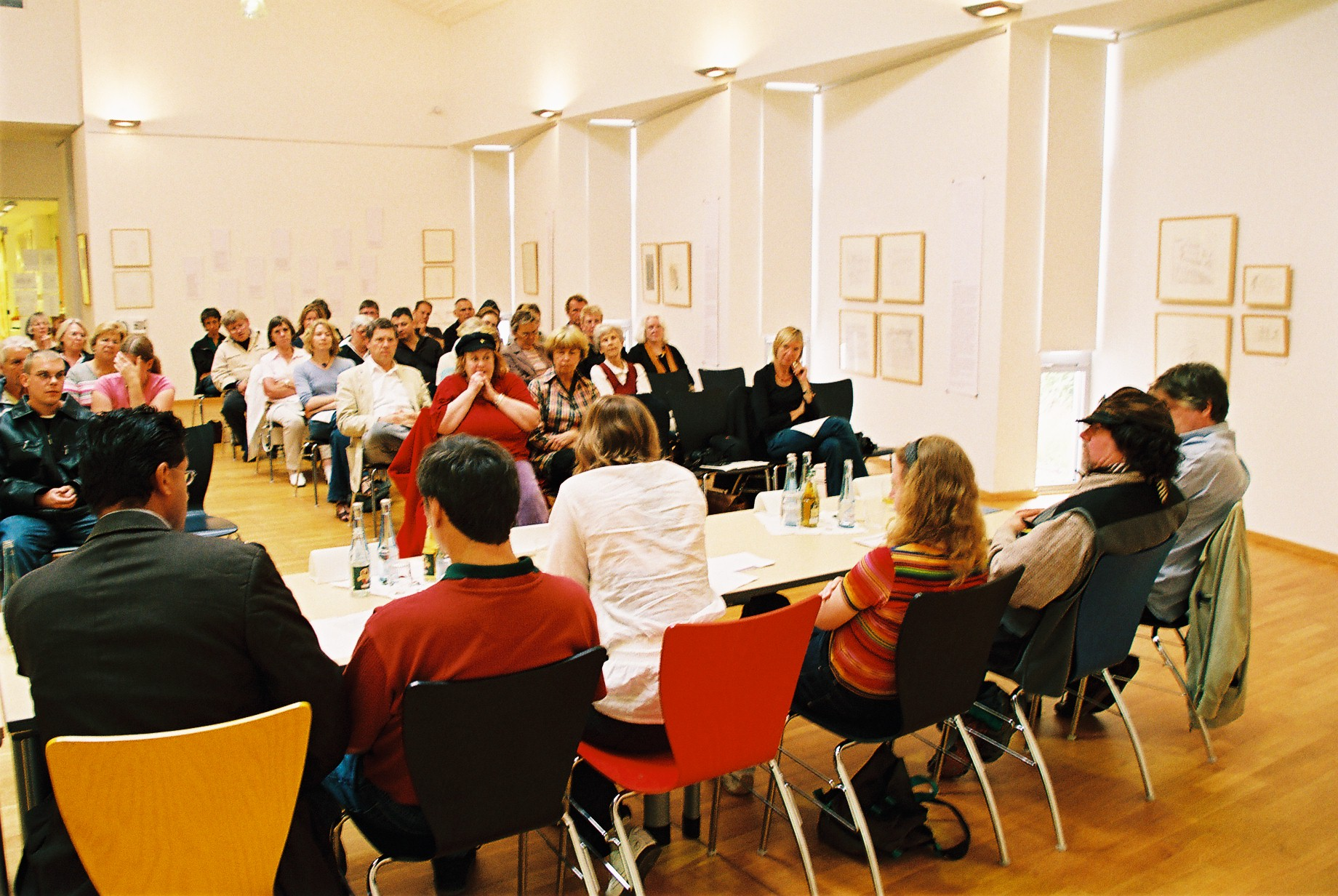
Autorenlesung während der Ausstellung „gedankenschwer und federleicht“

### Ausstellungen (Auswahl)
- Thematische Ausstellung in Zusammenarbeit mit der Katholischen Akademie Franz-Hitze-Haus (1998): Gott und Teufel
- Einzelausstellung (2003): Werner Streppel. Malerei, Zeichnungen und Objekte
- Einzelausstellung (2004): Robert Burda, Preisträger des EUWARD 2004
- Ausstellungsreihe in Zusammenarbeit mit der Kunstakademie Münster (seit 2005): Wellenlänge
- Thematische Ausstellung (2007): art brut – geschraubt + geschnürt + geklebt
- Texte und Zeichnungen (2008): gedankenschwer und federleicht (Wolfgang Brandl, Markus Meurer u. a.)
- Europäische Plattform für Ateliers und Künstler (2009): 2x2 Forum für Outsider Art (Atelier Gugging, Atelier Heerenplats u. a.)
- Sammelausstellung (2010): Outsider Art der Niederlande
- Thematische Ausstellung (2011): gestrickt, geklebt, geknotet
- Sammelausstellung (2012): Striche/Farbe/Holz (Rosa Brenzel, Hans-Werner Padberg u. a.)
- Europäische Plattform für Ateliers und Künstler (2013): 2x2 Forum für Outsider Art (Galerie Tak, l’Art en march, Atelier Markus Meurer u. a.)
- Einzelausstellung (2014): "Der dreifach diplomierte Idiot" – Das Phänomen Erich Spießbach
- Europäische Plattform für Ateliers und Künstler (2015): 2x2 Forum für Outsider Art (Atelier Stefan Tiersch, Museum für Outsider Kunst, Tárt Kapu Galéria, Makaranda u. a.)
- Sammelausstellung (2016): Einblicke in die Sammlung, Teil I (Robert Burda, Hans-Werner Padberg u. a.)
- Sammelausstellung (2016): Einblicke in die Sammlung, Teil II (Klaus Mücke, Rosa Benzel, Gisela Mauz u. a.)

### Eigene Publikationen (Auswahl)
- Werner Streppel: Objekte, Malerei, Zeichnungen. Münster 2003, ISBN 3-930330-09-1.
- Ecritures imagées – Schreibbilder – Las scrittura come immagine. Münster 2004, ISBN 296-0035-631.
- Robert Burda – Zeichnungen. Münster 2005, ISBN 3-930330-14-8.
- Wir lassen die Goldfische nachkommen, wenn wir wissen, wo wir bleiben. Münster 2006, ISBN 3-930330-15-6.
- gedankenschwer und federleicht – Texte, Gedichte, Zeichnungen. Münster 2010, ISBN 3-930330-19-9.
- Alles bleibt anders – Kunstprojekt in der Psychiatrie – Dokumentation. Münster 2013, ISBN 3-930330-23-7.
- Das Kunsthaus Kannen Buch – Kunst der Gegenwart – Art Brut und Outsider Art. Kerber, Bielefeld 2016, ISBN 978-3-7356-0303-6.